# París-Roubaix 1923
La París-Roubaix 1923 fou la 24a edició de la París-Roubaix. La cursa es disputà l'1 d'abril de 1923 i fou guanyada pel suís Henri Suter. Fins a la victòria de Fabian Cancellara, el 2006 cap altra suís havia guanyat aquesta cursa.

## Classificació final
|   | Ciclista                 | Equip                    | Temps                    |
| - | ------------------------ | ------------------------ | ------------------------ |
| 1 | Henri Suter              | Gurtner                  |                          |
| 2 | René Vermandel           | Alcyon                   |                          |
| 3 | Félix Sellier            | Alcyon                   |                          |
| 4 | Theo Beeckman            | Griffon                  |                          |
| 5 | Charles Lacquehay        | JB Louvet                |                          |
| 6 | Marcel Huot              | Griffon                  |                          |
| 7 | dotze ciclistes ex aequo | dotze ciclistes ex aequo | dotze ciclistes ex aequo |